# Evaniella parvidens
Evaniella parvidens är en stekelart som först beskrevs av Jean-Jacques Kieffer 1910.  Evaniella parvidens ingår i släktet Evaniella och familjen hungersteklar. Inga underarter finns listade i Catalogue of Life.